# Ocotea jumbillensis
Ocotea jumbillensis är en lagerväxtart som beskrevs av Otto Christian Schmidt. Ocotea jumbillensis ingår i släktet Ocotea och familjen lagerväxter. Inga underarter finns listade i Catalogue of Life.